# Wstęga boczna

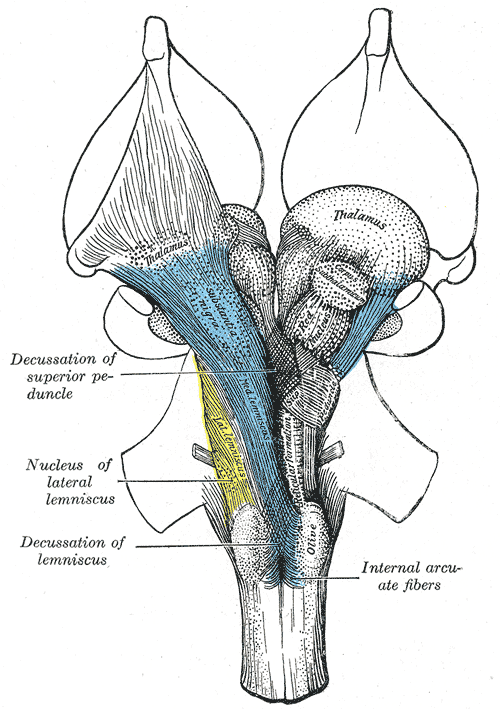
Pień mózgu, schemat według Graya; wstęga boczna na żółto

Wstęga boczna (łac. lemniscus lateralis) – pasmo włókien nerwowych przebiegające w pniu mózgu, wychodzące z jąder ślimakowych i ciała czworobocznego. Stanowi II neuron drogi słuchowej.
Między włóknami wstęgi bocznej rozsiane są skupiska komórek nerwowych, określane jako jądra wstęgi bocznej. Część włókien wstęgi bocznej ulega przełączeniu we wzgórku dolnym, część w ciele kolankowatym przyśrodkowym. Funkcja wstęgi bocznej nie jest określona; prawdopodobnie ma udział w recepcji synchronizacji i amplitudy dźwięków, a także w odruchu zaskoczenia.
W każdej wstędze znajdują się trzy jądra wstęgi bocznej: brzuszne, grzbietowe i pośrednie. Wstęga boczna prawa i lewa komunikują się za pośrednictwem spoidła jąder grzbietowych wstęg bocznych.